# Weezer (The Green Album)
Weezer (The Green Album) — третій студійний альбом американської групи Weezer, який був випущений 15 травня 2001 року.

## Композиції
1. Don't Let Go - 2:59
2. Photograph - 2:19
3. Hash Pipe - 3:06
4. Island in the Sun - 3:20
5. Crab - 2:34
6. Knock-down Drag-out - 2:08
7. Smile - 2:38
8. Simple Pages - 2:56
9. Glorious Day - 2:40
10. O Girlfriend - 3:50